# Pueblito de Allende
Pueblito de Allende es una población del estado mexicano de Chihuahua, perteneciente al Municipio de Allende, del que constituye una sección municipal.
El Pueblito de Allende es una pequeña comunidad agrícola y ganadera, cobró notoriedad debido a que en su cercanías, el 8 de febrero de 1969 a la 01:05 local se estrelló un meteorito, se estima que antes de estrellarse el meteorito tenía un peso de siete toneladas, ingresó a la atmóstera como una gran bola de fuego y se dividió en varios trozos al estrellarse, algunos de esos trozos se encuentra en exposición en el Palacio de Minería en la Ciudad de México.
El Pueblito de Allende también es reconocido por sus envasados, por su famoso vino de membrillo, por las nueces, por sus vaqueros y caballos, entre otras cosas más.